# 馬堀海岸
馬堀海岸（まぼりかいがん）は、神奈川県横須賀市大津地区の町名である。住居表示が実施され、現行行政地名は馬堀海岸一丁目から馬堀海岸四丁目。

## 地理
横須賀市東部の公有水面埋立地に位置し、西から東に向けて1～4丁目が設けられている。その大部分が住宅地として利用され、1～3丁目は戸建て住宅、4丁目は集合住宅中心となっている。北は東京湾に面し、海岸沿いに国道16号が通る。南は神奈川県道208号浦賀港線とそれにつながる神奈川県道209号観音崎環状線を挟み、大津町および馬堀町と接する。京浜急行馬堀海岸駅は馬堀町に位置する。馬堀海岸駅に近い2丁目の南部にはスーパーマーケット「西友」や横浜銀行馬堀支店、横須賀馬堀海岸郵便局、2丁目の国道16号沿いにはプールなどを備える馬堀海岸公園がある。3・4丁目には南西～北東に、2009年に開通した横浜横須賀道路が走り、国道16号に接続して当面の終点となる馬堀海岸インターチェンジが設けられている。4丁目北東には、2011年にスーパー銭湯「湯楽の里」が開店した。

### 地価
住宅地の地価は、2023年（令和5年）1月1日の公示地価によれば、馬堀海岸3-15-2の地点で16万9000円/m2となっている。

## 歴史
昭和40年代以前に埋め立てられる以前の海岸線は馬堀海岸駅付近にあり、駅からわずかな距離の海岸は海水浴場としてにぎわった。海岸名の由来はかつて馬を放牧していたとする説、小原台に住み着いた野生の馬が脚で岩を穿ち、そこから清水が湧いたとする説がある。古くは「間堀海岸」、「真堀海岸」とも書き、丘陵の間から見えた景観が堀のように見えたことから「間堀」、美称の接頭語「真」を付して「真堀」と呼ばれたとする説もある。馬堀町にあたるかつての海岸の南西端はかつての陸軍重砲兵学校で、第二次世界大戦終戦まで火薬庫があり、長い間立ち入りが制限されたことから三浦半島の原始林の姿を残す照葉樹林がみられる。この森林は、横須賀市自然・人文博物館附属馬堀自然教育園として公開されている。

## 世帯数と人口
2023年（令和5年）4月1日現在（横須賀市発表）の世帯数と人口は以下の通りである。
| 丁目           | 世帯数    | 人口    |
| -------------- | --------- | ------- |
| 馬堀海岸一丁目 | 424世帯   | 942人   |
| 馬堀海岸二丁目 | 482世帯   | 999人   |
| 馬堀海岸三丁目 | 429世帯   | 875人   |
| 馬堀海岸四丁目 | 673世帯   | 1,385人 |
| 計             | 2,008世帯 | 4,201人 |

### 人口の変遷
国勢調査による人口の推移。
| 年                 | 人口  |
| ------------------ | ----- |
| 1995年（平成7年）  | 6,109 |
| 2000年（平成12年） | 5,830 |
| 2005年（平成17年） | 5,158 |
| 2010年（平成22年） | 4,961 |
| 2015年（平成27年） | 4,614 |
| 2020年（令和2年）  | 4,234 |

### 世帯数の変遷
国勢調査による世帯数の推移。
| 年                 | 世帯数 |
| ------------------ | ------ |
| 1995年（平成7年）  | 1,946  |
| 2000年（平成12年） | 2,028  |
| 2005年（平成17年） | 1,874  |
| 2010年（平成22年） | 1,897  |
| 2015年（平成27年） | 1,864  |
| 2020年（令和2年）  | 1,816  |

## 学区
市立小・中学校に通う場合、学区は以下の通りとなる（2022年3月時点）。
| 丁目           | 番・番地等 | 小学校               | 中学校               |
| -------------- | ---------- | -------------------- | -------------------- |
| 馬堀海岸一丁目 | 1番        | 横須賀市立大津小学校 | 横須賀市立大津中学校 |
| 馬堀海岸一丁目 | 上記以外   | 横須賀市立望洋小学校 | 横須賀市立馬堀中学校 |
| 馬堀海岸二丁目 | 全域       | 横須賀市立望洋小学校 | 横須賀市立馬堀中学校 |
| 馬堀海岸三丁目 | 全域       | 横須賀市立馬堀小学校 | 横須賀市立馬堀中学校 |
| 馬堀海岸四丁目 | 全域       | 横須賀市立馬堀小学校 | 横須賀市立馬堀中学校 |

## 事業所
2021年（令和3年）現在の経済センサス調査による事業所数と従業員数は以下の通りである。
| 丁目           | 事業所数 | 従業員数 |
| -------------- | -------- | -------- |
| 馬堀海岸一丁目 | 3事業所  | 8人      |
| 馬堀海岸二丁目 | 23事業所 | 257人    |
| 馬堀海岸三丁目 | 11事業所 | 104人    |
| 馬堀海岸四丁目 | 7事業所  | 61人     |
| 計             | 44事業所 | 430人    |

### 事業者数の変遷
経済センサスによる事業所数の推移。
| 年                 | 事業者数 |
| ------------------ | -------- |
| 2016年（平成28年） | 49       |
| 2021年（令和3年）  | 44       |

### 従業員数の変遷
経済センサスによる従業員数の推移。
| 年                 | 従業員数 |
| ------------------ | -------- |
| 2016年（平成28年） | 374      |
| 2021年（令和3年）  | 430      |

## 馬堀海岸遊歩道
馬堀海岸から西の大津港まで、海岸に沿って1.7 kmの「馬堀海岸遊歩道」があり、沖合の船舶を「シップウォッチング」しながらの散歩、ウォーキング、ジョギングに利用されている。パークラン（5 kmジョギングまたはウォーキング、参加無料）は毎週土曜日朝8時スタートで行われている。

## その他

### 日本郵便
- 郵便番号 : 239-0801[2]（集配局 : 久里浜郵便局[20]）。